# Saxifraga muscoides
Saxifraga muscoides är en stenbräckeväxtart som beskrevs av Carlo Allioni. Saxifraga muscoides ingår i Bräckesläktet som ingår i familjen stenbräckeväxter. Inga underarter finns listade i Catalogue of Life.

## Bildgalleri

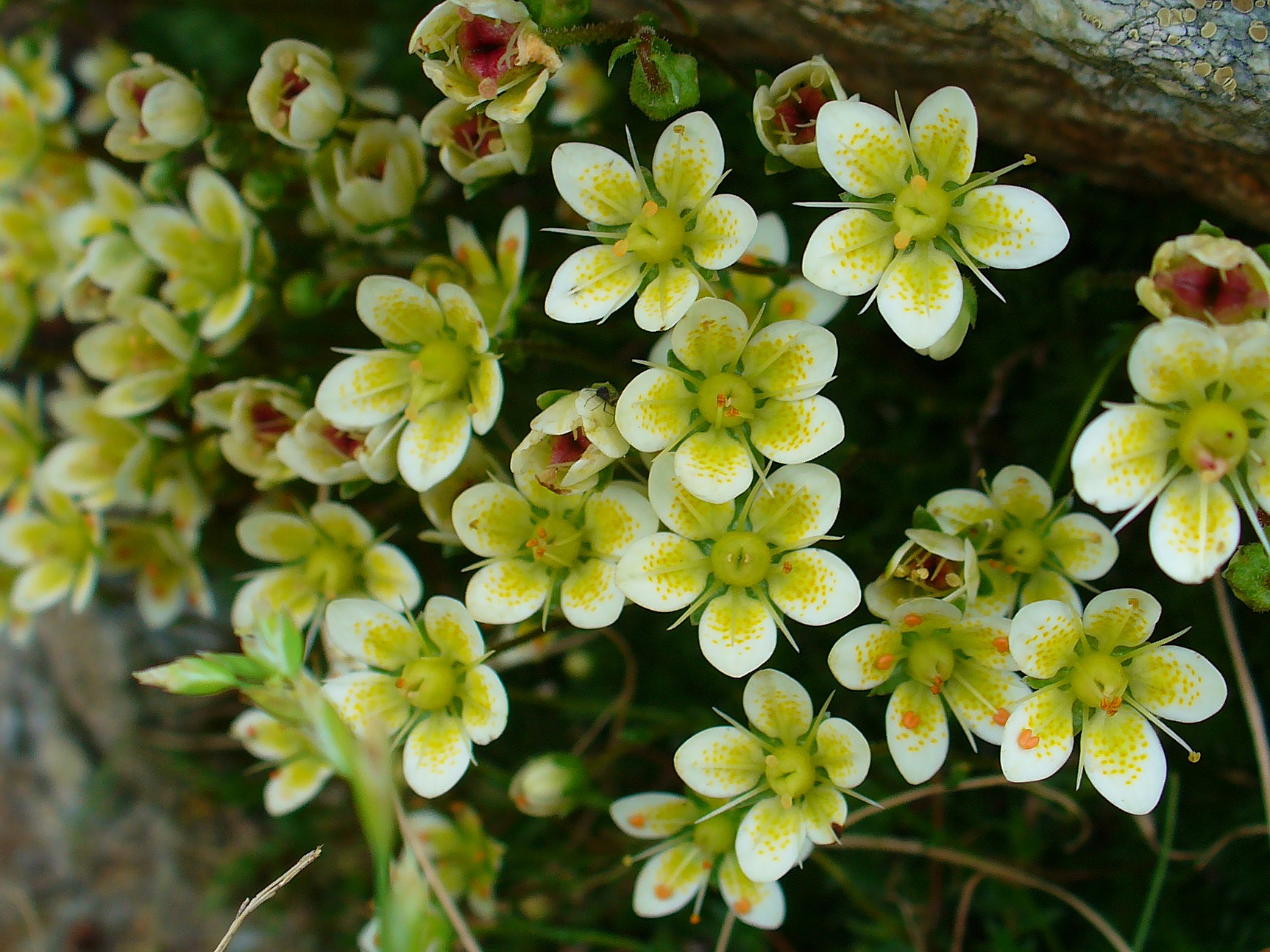
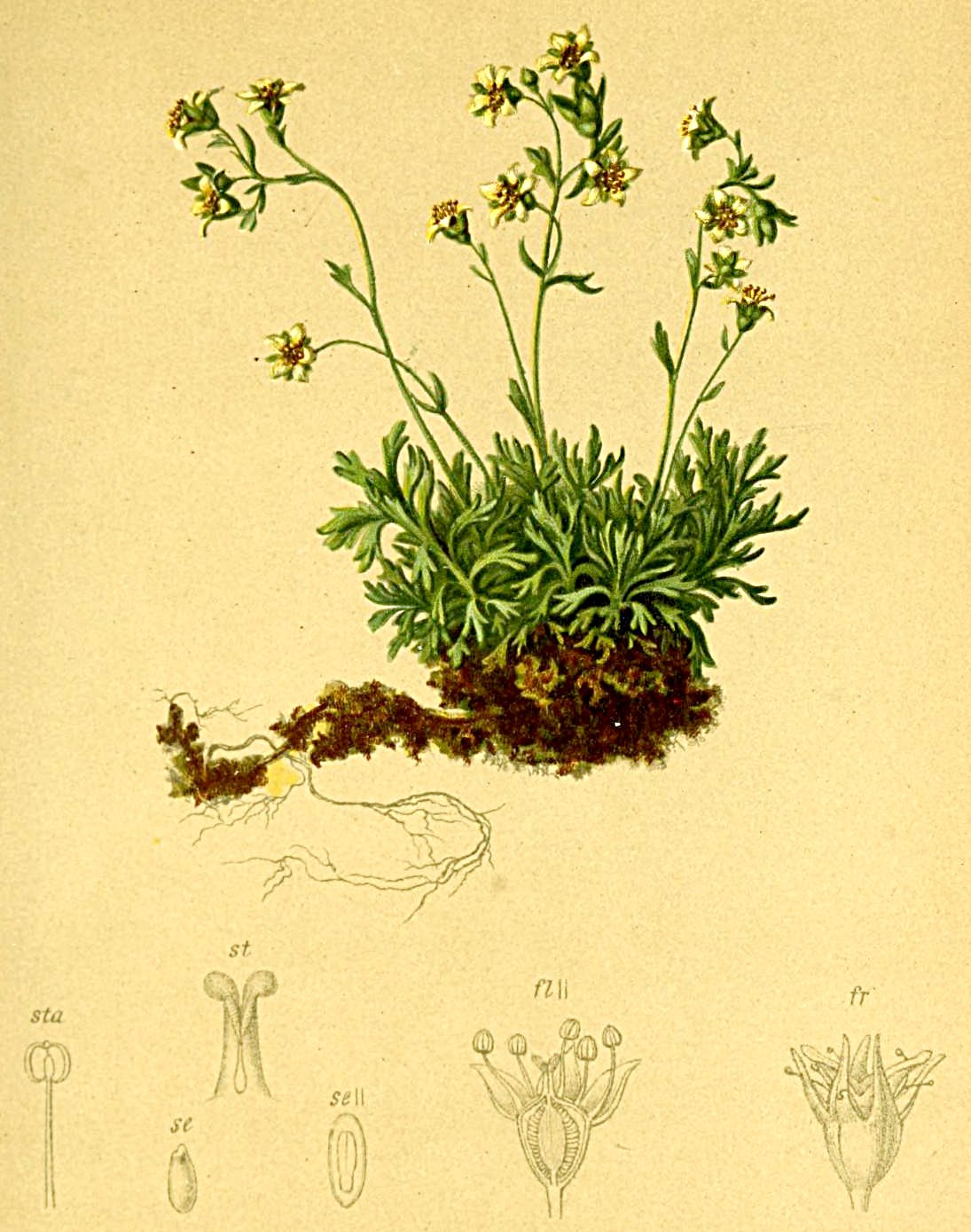
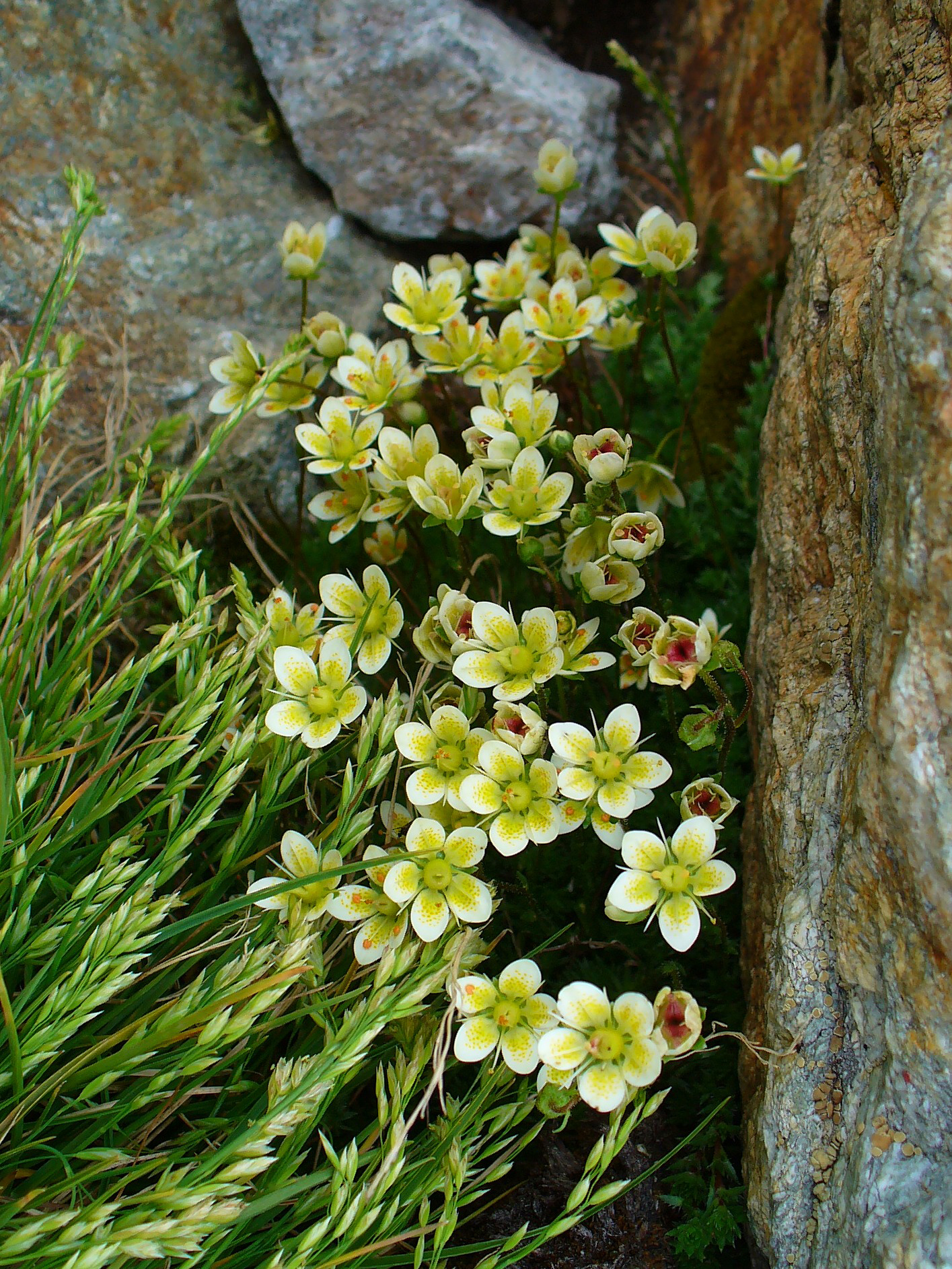
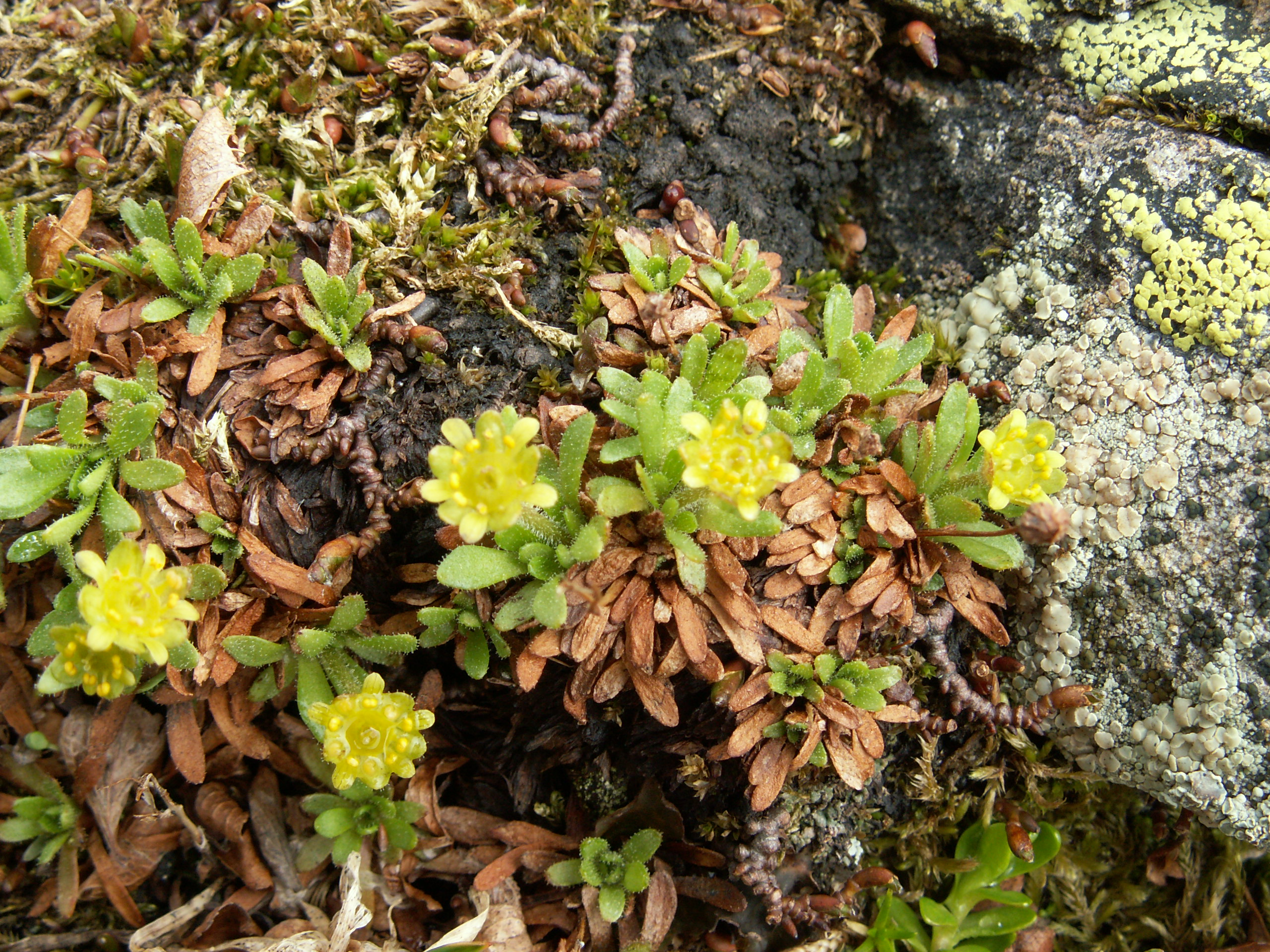